# Silvana Bucher
Silvana Bucher (* 3. Februar 1984 in Malters) ist eine ehemalige Schweizer Skilangläuferin.
Silvana Bucher lebt in Schüpfheim und trat für den Skiklub aus Entlebuch an. Im Dezember 2000 nahm sie zum ersten Mal an internationalen Rennen auf FIS-Continental-Cup- und Junioren-Ebene teil. Bei den Juniorenweltmeisterschaften 2003 im schwedischen Sollefteå wurde sie 19. im Massenstartrennen über 15 Kilometer und 46. über fünf Kilometer in der klassischen Technik. Bei den Juniorenweltmeisterschaften 2004 im norwegischen Stryn wurde sie über die Fünf-Kilometer-Distanz, die diesmal in der freien Technik ausgetragen wurde, 33., im Sprint 51. und mit der Staffel Zwölfte. Bei der Winter-Universiade 2005 in Innsbruck und Seefeld wurde sie 21. über fünf Kilometer in der freien Technik und 38. im Sprint. Im März 2006 gab Bucher in Oslo bei einem 30-Kilometer-Rennen (48.) ihr Debüt im Weltcup. Erste Weltcuppunkte sammelte sie zusammen mit Flurina Bachmann beim ersten Teamsprint der Saison 2006/07 als 18. Bei der Winter-Universiade 2007 in Pragelato erreichte die Schweizerin einen elften Platz über die 15-Kilometer-Strecke und wurde 13. im Sprint. Zum Saisonhöhepunkt, der Nordischen Skiweltmeisterschaft 2007 in Sapporo, belegte sie den 25. Platz über 10 km Freistil und mit der Staffel den neunten Platz. Bei der U23-Weltmeisterschaft 2007 in Tarvisio gewann sie Gold über 10 km Freistil. Erneut ein gutes Ergebnis erreichte Bucher beim Auftakt der Saison 2007/08 in Düsseldorf, wo sie im Teamsprint mit Seraina Mischol Siebte wurde. Gemeinsam mit Bettina Gruber vertrat sie die Schweiz an den Olympischen Winterspielen 2010 in Vancouver im Teamsprint, wo sie im Halbfinal ausschied. Bei der Schweizer Skilanglaufmeisterschaft 2010 gewann sie Gold über 10 km klassisch, im 10-km-Verfolgungsrennen und im Sprint. Im März 2010 erreichte sie in Oslo mit dem sechsten Rang im Sprint ihr bestes Ergebnis in einem Weltcupeinzelrennen. Im selben Monat siegte sie beim Storlirennet über 36 km Freistil. Bei der nordischen Skiweltmeisterschaft 2011 in Oslo errang sie den 22. Platz im Sprint und den 19. Rang im 30-km-Massenstartrennen. Im Januar 2012 beendete sie ihre Karriere.

## Weltcup-Statistik
Die Tabelle zeigt die erreichten Platzierungen im Einzelnen.
- 1.–3. Platz: Anzahl der Podiumsplatzierungen
- Top 10: Anzahl der Platzierungen unter den ersten zehn
- Punkteränge: Anzahl der Platzierungen innerhalb der Punkteränge
- Starts: Anzahl gelaufener Rennen in der jeweiligen Disziplin
- Hinweis: Bei den Distanzrennen erfolgt die Einordnung gemäss FIS.

| Platzierung         | Distanzrennen a | Distanzrennen a | Distanzrennen a | Distanzrennen a | Distanzrennen a | Skiathlon Verfolgung | Sprint | Etappen- rennen b | Gesamt | Team c | Team c  |
| Platzierung         | ≤ 5 km          | ≤ 10 km         | ≤ 15 km         | ≤ 30 km         | > 30 km         | Skiathlon Verfolgung | Sprint | Etappen- rennen b | Gesamt | Sprint | Staffel |
| ------------------- | --------------- | --------------- | --------------- | --------------- | --------------- | -------------------- | ------ | ----------------- | ------ | ------ | ------- |
| 1. Platz            |                 |                 |                 |                 |                 |                      |        |                   |        |        |         |
| 2. Platz            |                 |                 |                 |                 |                 |                      |        |                   |        |        |         |
| 3. Platz            |                 |                 |                 |                 |                 |                      |        |                   |        |        |         |
| Top 10              |                 |                 |                 |                 |                 |                      | 1      |                   | 1      | 3      | 3       |
| Punkteränge         | 1               | 4               |                 | 1               |                 | 2                    | 4      |                   | 12     | 7      | 3       |
| Starts              | 2               | 8               | 3               | 2               |                 | 4                    | 9      |                   | 28     | 7      | 3       |
| Stand: Karriereende |                 |                 |                 |                 |                 |                      |        |                   |        |        |         |